# Breudijk
Breudijk is een buurtschap behorende tot de Nederlandse gemeente Woerden, in de provincie Utrecht. Het is gelegen tussen de Putkop en Laag-Nieuwkoop.

## Historie
Het grootste deel van de polder Breudijk viel onder het Utrechtse gerecht Breudijk en Gerverskop, een kleine strook in het westen viel onder het Hollandse gerecht Indijk. Breudijk en Gerverskop waren tijdens de Bataafse Republiek van 1798 tot 1801 bij Harmelen gevoegd en daarna weer zelfstandig. Nadat Nederland in 1810 deel van Frankrijk was geworden, werden Breudijk en Gerverskop weer bij Harmelen gevoegd. Nadat Nederland in 1813 weer zelfstandig was geworden, gingen Breudijk en Geverskop per 1-1-1818 samen de gemeente Gerverskop vormen. Op 8-9-1857 werd deze gemeente opgeheven en bij Harmelen gevoegd.

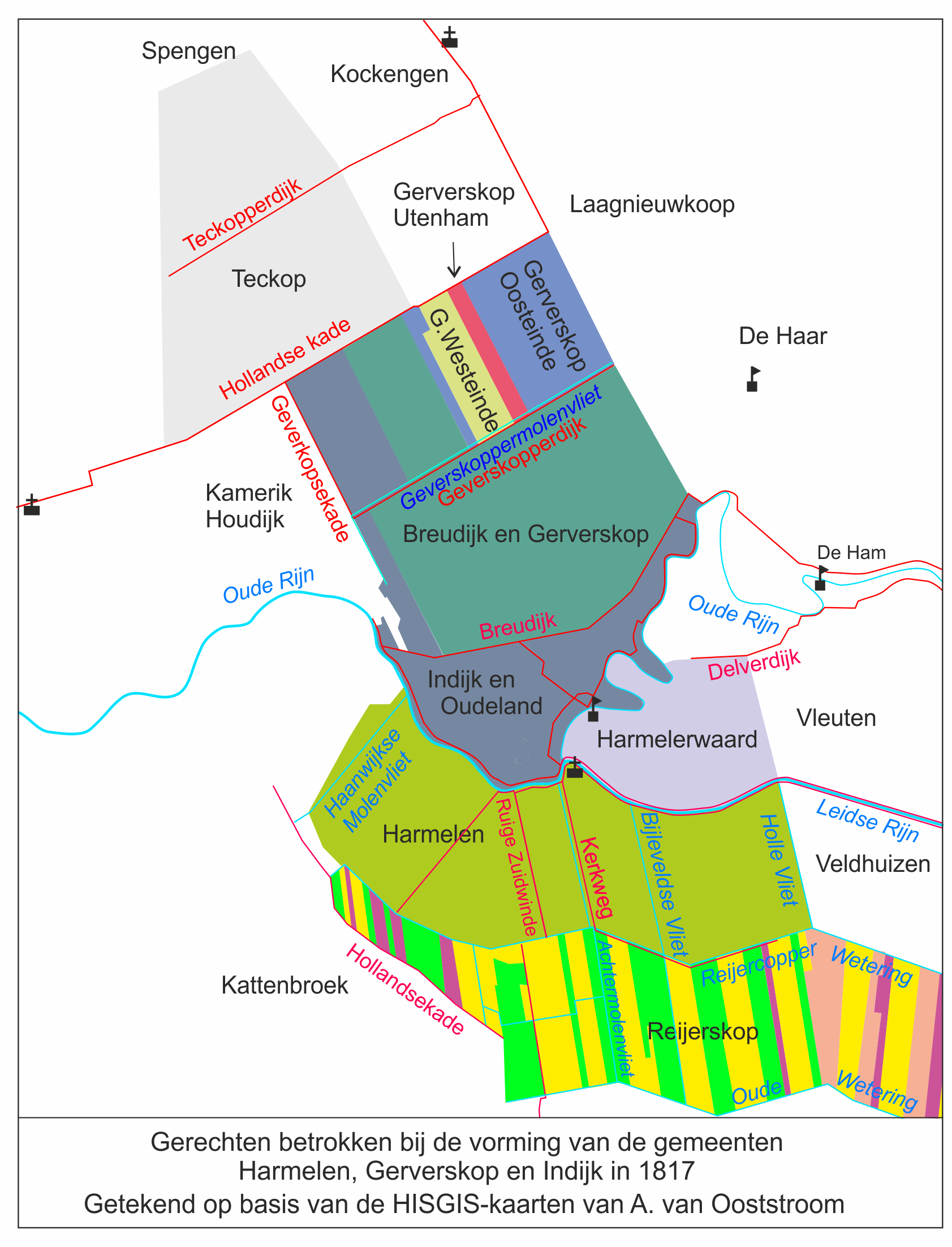

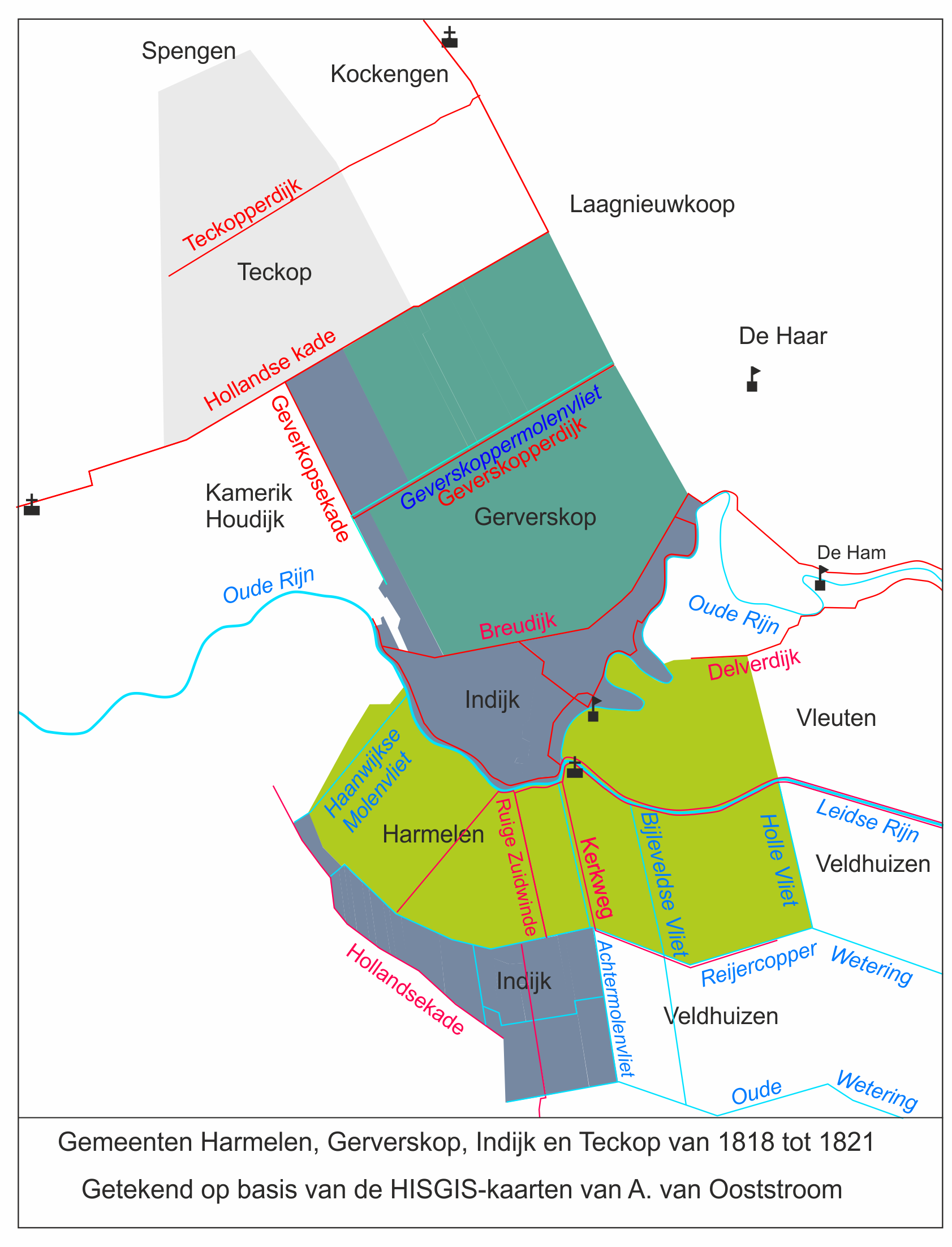

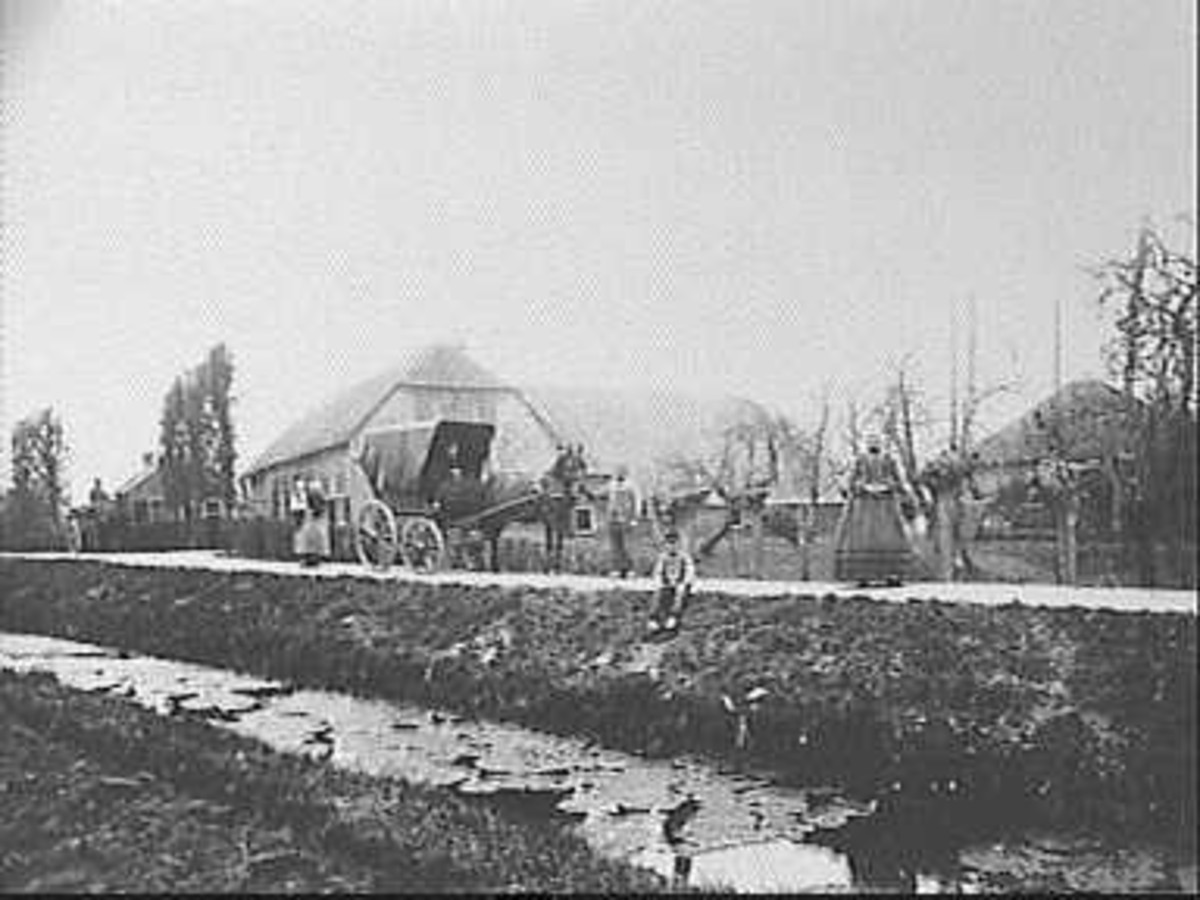
Breudijk, ca. 1900
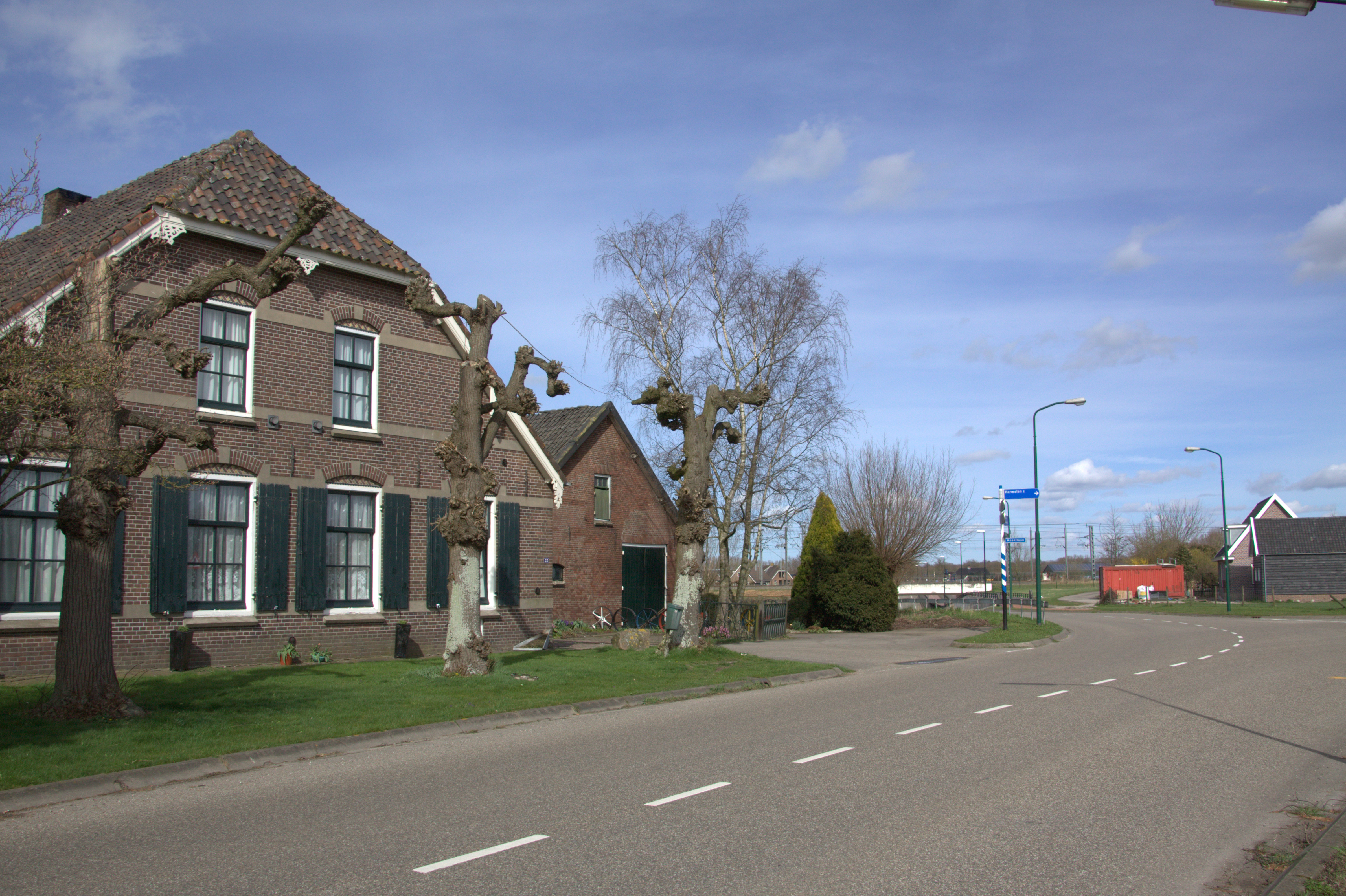
Breudijk, 2017
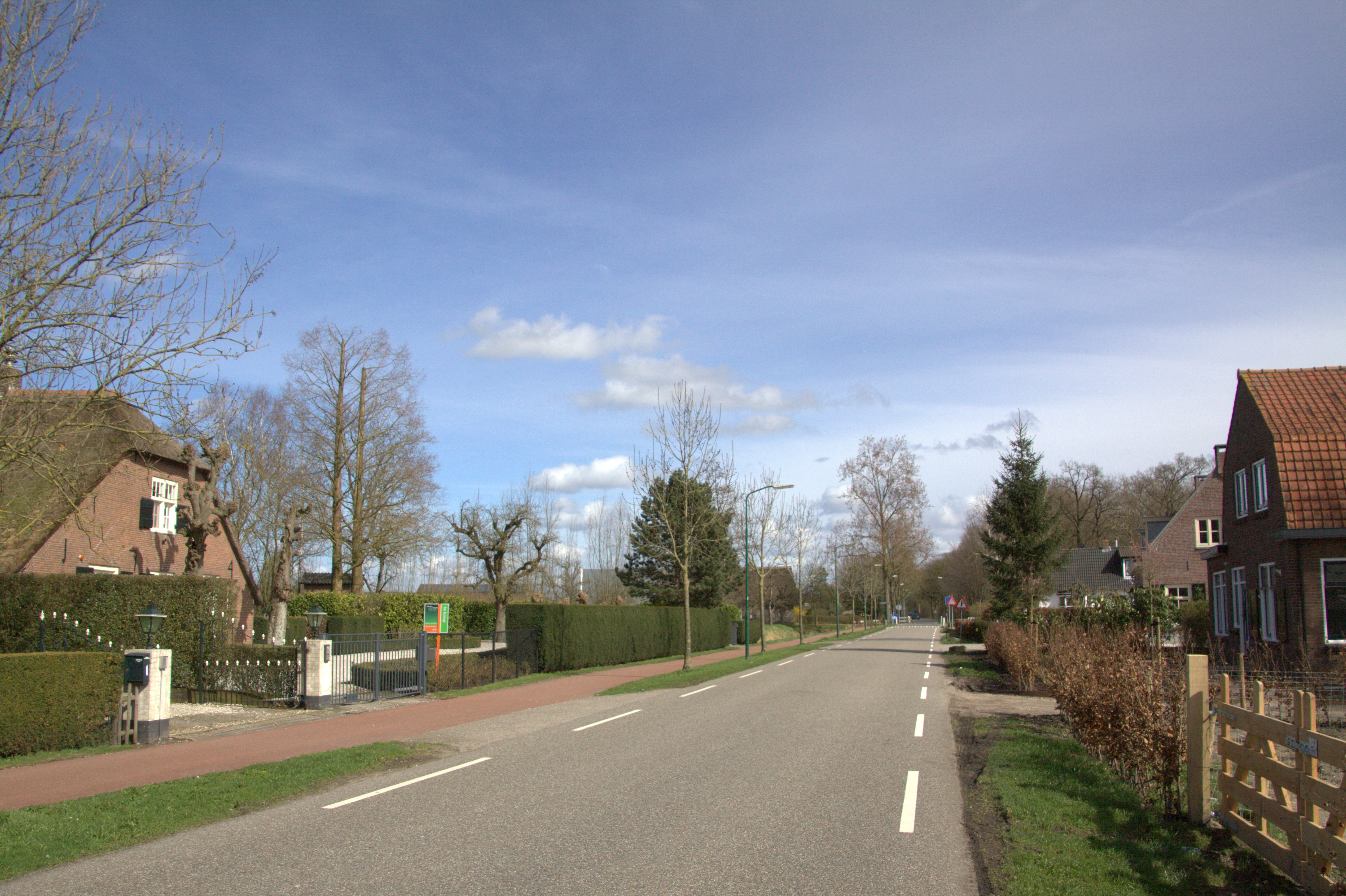
Breudijk, 2017

Wijken van Woerden: Bomen- en Bloemenkwartier · Molenvliet · Snel en Polanen · Schilderkwartier · Staatsliedenkwartier · Waterrijk

Dorpen: Harmelen · Kamerik · Kanis · De Meije · Zegveld

Buurtschappen: Barwoutswaarder · Bekenes · Breeveld · Breudijk · Cattenbroek · Geestdorp · Gerverscop · Harmelerwaard · Houtdijken · Kromwijk · Lagebroek · Mijzijde · Oud-Kamerik · Reijerscop · Rietveld · Teckop

Utrecht · Plaatsen in de provincie      Nederland · Provincies · Gemeenten